# Horní Libochová
Horní Libochová (německy Ober Libochau) je obec v okrese Žďár nad Sázavou v Kraji Vysočina. Žije zde 198 obyvatel.

## Historie
První písemná zmínka o obci pochází z roku 1364.
V letech 2006–2010 působil jako starosta Václav Horký, od roku 2010 tuto funkci vykonává Pavel Dvořák.
| Rok            | 1869 | 1880 | 1890 | 1900 | 1910 | 1921 | 1930 | 1950 |
| Počet obyvatel | 348  | 364  | 331  | 298  | 273  | 307  | 281  | 203  |
| Rok            | 1961 | 1970 | 1980 | 1991 | 2001 | 2006 | 2011 | 2013 |
| Počet obyvatel | 214  | 226  | 211  | 218  | 215  | 208  | 215  | 203  |

## Pamětihodnosti
- kaple svaté Ludmily – moderní kaple v centru obce, vybudovaná v letech 1993–1994 dle návrhu architekta Ludvíka Kolka

## Části obce
- Horní Libochová
- Dolní Hlíny
- Horní Hlíny

## Galerie

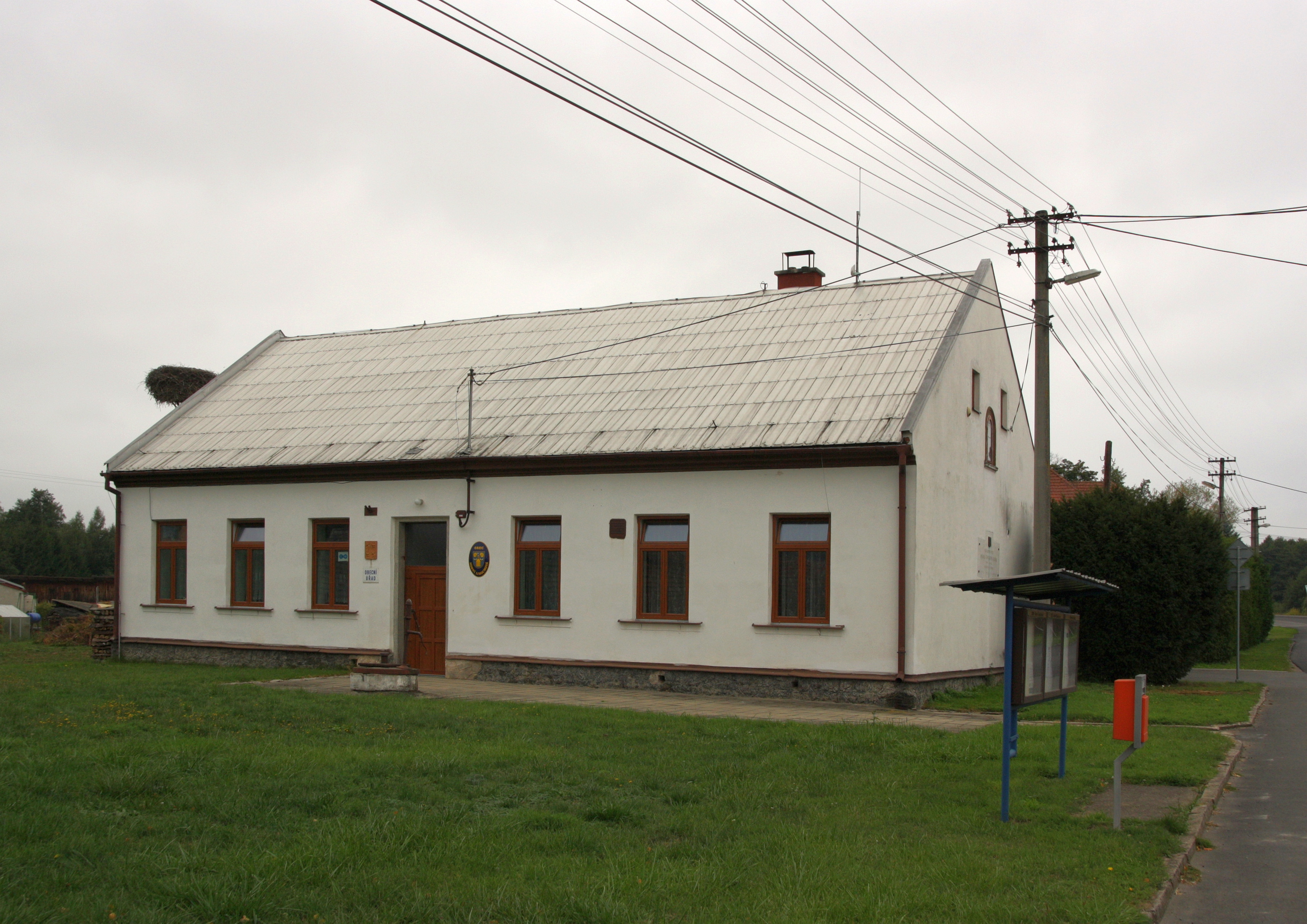
Obecní úřad
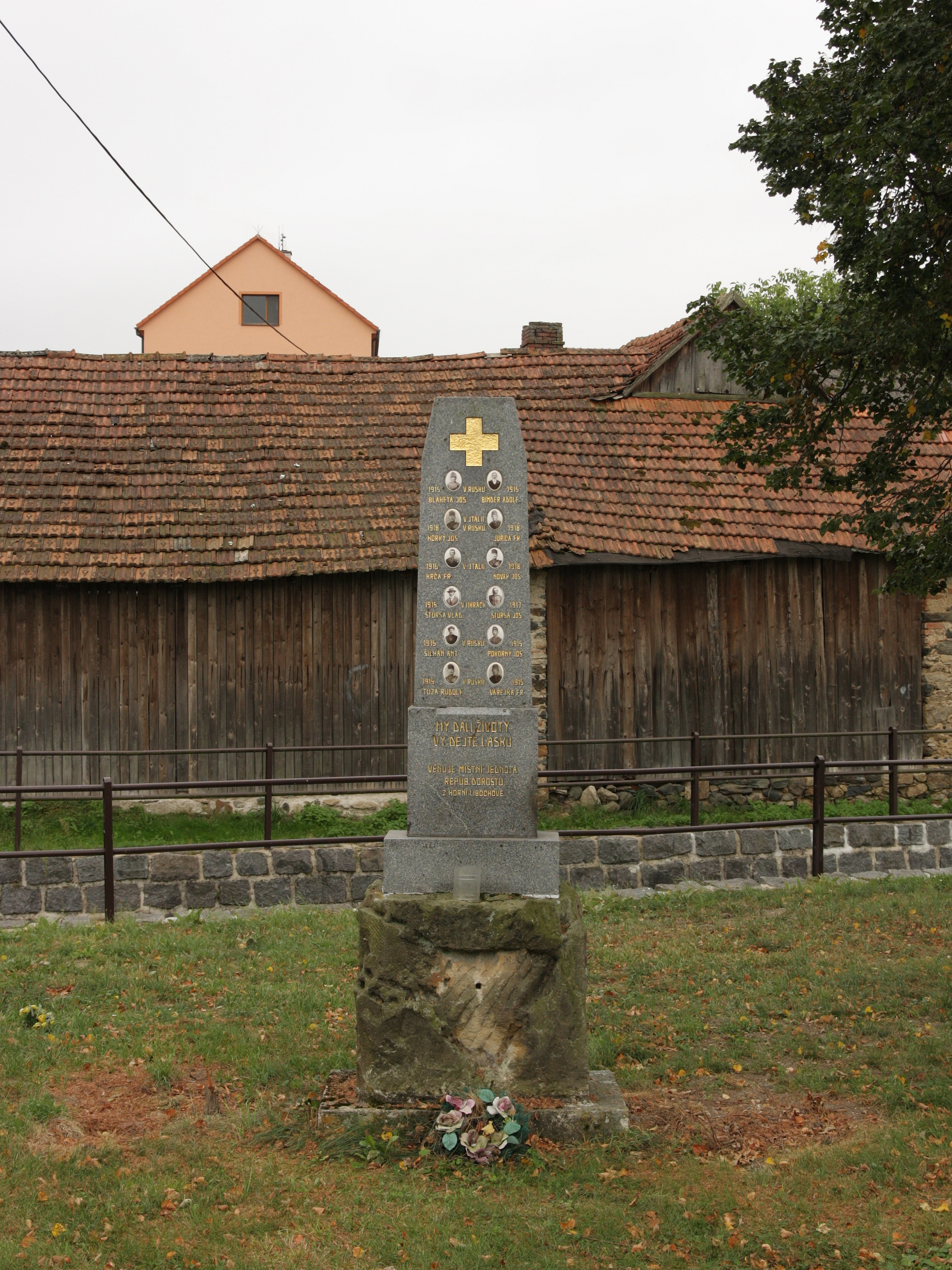
Pomník padlým
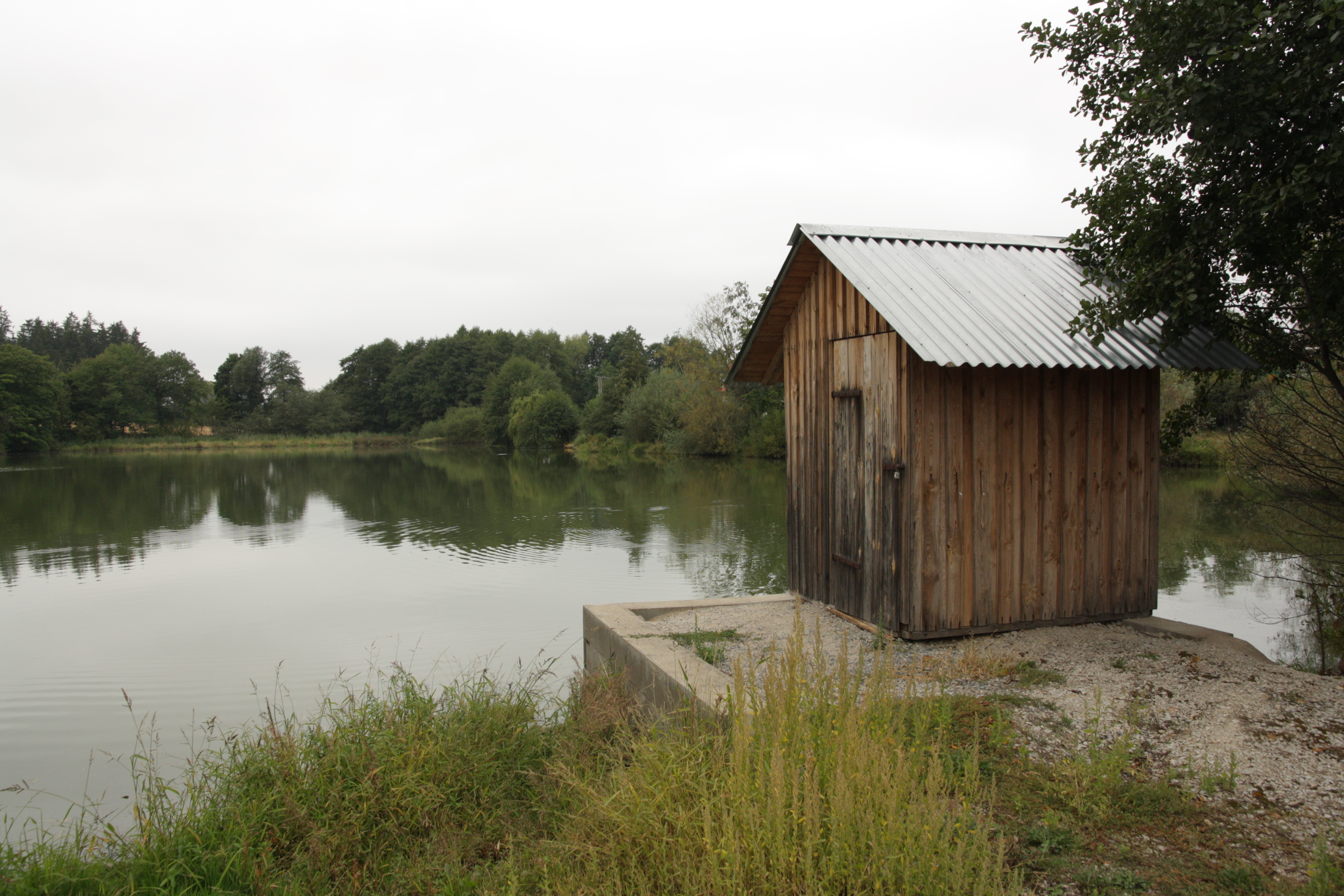
Sadecký rybník, západní část obce